# Barbara Raudner
Barbara Raudner est une grimpeuse autrichienne, née le 13 septembre 1972, pratiquant également le vélo tout terrain, et la première de son  pays à avoir gravi une voie de difficulté 8c/8c+, et la douzième femme à avoir réalisé ce niveau.

## Ses bellescroixen falaise
| Date       | Voie                                               | Site                                             | Roche      | Pays     | France | États-Unis  | UIAA | Note                                   |
| ---------- | -------------------------------------------------- | ------------------------------------------------ | ---------- | -------- | ------ | ----------- | ---- | -------------------------------------- |
| 20/09/2006 | Keitos Palast (le palais keitos)                   | Höllental (la vallée d'enfer)                    | Calcaire   | Autriche | 8c     | 5.14b       | X+   | Première autrichienne à passer le 8c   |
| 2007       | Selbst ist das Kind (l'enfant vient de soi)        | Adlitzgräben                                     | Calcaire   | Autriche | 8c     | 5.14b       | X+   |                                        |
| 2008       | Doubleoverhead (surcharge aérienne)                | Adlitzgräben                                     | Calcaire   | Autriche | 8c     | 5.14b       | X+   |                                        |
| 09/10/2010 | Mauerblümchen (filles quelconques)                 | Frankenfels (la roche de francs suisse)          | Calcaire   | Autriche | 8b+/8c | 5.14a/5.14b | X    | [ article 2 ]                          |
| 08/11/2009 | Gott gegen Lisa Simpson (dieu contre lisa simpson) | Adlitzgräben                                     | Calcaire   | Autriche | 8b+    | 5.14a       | X    | Première ascension féminine de la voie |
| 2007       | Baby Vegas                                         | Höllental (la vallée d'enfer)                    | Calcaire ? | Autriche | 8b+    | 5.14a       | X    |                                        |
| 11/06/2009 | Hammerland (le pays du marteau)                    | Frankenfels (la roche de francs suisse), Pielach | Calcaire   | Autriche | 8b/8b+ | 5.13d/5.14a | X    | [ Vidéo 1 ]                            |
| 2005       | Steinfeder (plume de pierre)                       | Höllental (la vallée d'enfer)                    | Calcaire ? | Autriche | 8b/8b+ | 5.13d/5.14a | X    |                                        |
| 2008       | Aiolos                                             | Triesting, Thalhofergrat, Nöstach, Peilstein     | Calcaire   | Autriche | 8b/8b+ | 5.13d/5.14a | X    | [ article 4 ]                          |